# 巴克皮
巴克皮（法語：Bacquepuis，法語發音：[bakpɥi]）是法国厄尔省的一个市镇，属于埃夫勒区。

## 地理
巴克皮（49°5'31"N, 1°2'51"E）面积5.09 平方千米，位于法国诺曼底大区厄尔省，该省份为法国北部内陆省份，北起滨海塞纳省，西接奧恩省和卡爾瓦多斯省，南至厄尔-卢瓦省，东临瓦兹省、瓦兹河谷省和伊夫林省。
与巴克皮接壤的市镇（或旧市镇、城区）包括：贝朗日维尔-拉康帕涅、贝尔尼安维尔、基特伯夫、萨康维尔。

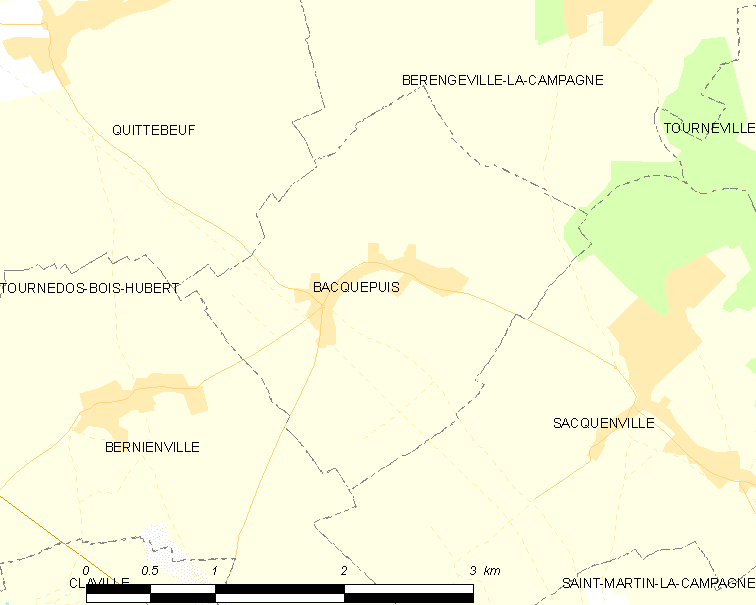
巴克皮的OSM定位图

巴克皮的时区为UTC+01:00、UTC+02:00（夏令时）。

## 行政
巴克皮的邮政编码为27930，INSEE市镇编码为27033。

## 政治
巴克皮所属的省级选区为勒讷堡县。

## 人口

1962-2008年间巴克皮人口变化图示

巴克皮于2022年1月1日时的人口数量为307人。